# Rote-Perlen-Versuch
Der Rote-Perlen-Versuch, auch als englisch Red Bead Experiment bekannt, ist ein von William Edwards Deming entworfener fiktiver Arbeitsprozess. In diesem Prozess haben die Arbeiter keinen Einfluss auf das Ergebnis ihrer Arbeit und die Zielerreichung ist unwahrscheinlich. Trotzdem werden sie für das Ergebnis belohnt oder bestraft.

## Beschreibung des Versuches
Aus 4000 Perlen, 800 roten und 3200 weißen, die sich nur in der Farbe unterscheiden, werden durch sechs Arbeiter 50 Perlen in einem festgelegten Verfahren herausgesiebt: Mischen des Ausgangsmaterials, Eintauchen des genormten Schöpfgerätes, Zählung der roten Perlen durch zwei voneinander unabhängige Inspektoren, die ihrerseits überwacht werden. Ziel ist es, möglichst wenig rote Perlen zu schöpfen. Die Arbeiter dürfen jedoch nicht vom vorgegebenen Verfahren abweichen und etwa durch Schütteln oder Neuschöpfen das Ergebnis verändern.
Aufgrund der Standardisierung des Prozesses ist ein Anteil von etwa 20 %, also etwa 10 roten Perlen je Vorgang, zu erwarten.

## Durchführung
Die Arbeiter werden nach jedem Arbeitsdurchgang in einer Rangliste entsprechend ihrem – zufälligen – Arbeitserfolg eingeordnet und belohnt oder bestraft. Scheinbar überraschenderweise zeigt der zunächst als am besten bewertete Arbeiter in den nächsten Arbeitsdurchgängen nicht dieselbe gute Leistung.
Nachdem das vorgegebene Ziel – höchstens vier rote Perlen je Arbeitsgang – nicht erreicht wurde, droht die Unternehmensführung zunächst mit der Schließung der Produktion, besinnt sich jedoch dann darauf, die Produktion mit den bislang drei besten Arbeitern in Doppelschichten fortzusetzen. Scheinbar überraschenderweise zeigen jedoch auch diese in weiteren Durchgängen keine Wiederholung ihres Erfolges. Schließlich wird die Produktion geschlossen, auch sie verlieren ihren Arbeitsplatz.

## Erkenntnis
Wenn eine unfähige Geschäftsleitung willkürliche Ziele vorgibt und gleichzeitig Prozesse definiert, die die Zielerreichung unwahrscheinlich oder unmöglich machen, kann selbst noch so guter Wille der Ausführenden den Erfolg nicht sicherstellen.

## Weitere Ergebnisse
Ranglisten sind nicht sinnvoll – vor allem nicht, wenn der erreichte Rang nicht persönlichem Verdienst entwächst, sondern sich aus dem Prozess ergibt.
Gleiches gilt für erfolgsabhängige Bezahlung.
Mitarbeiter müssen die Möglichkeit haben, den Prozess verändern zu können, um ihn zu verbessern und bessere Ergebnisse zu erzielen.